# Dolnje Ležeče
Dolnje Ležeče so naselje v Občini Divača.  Vzhodno od vasi je na polju Ležeški Gabrk Kraški letalski center.